# Kuej-kang
Kuej-kang (čínsky pchin-jinem Guìgǎng, znaky 贵港) je městská prefektura v Čínské lidové republice. Leží v nitru autonomní oblasti Kuang-si na řece Si-ťiang, na které je zde velký říční přístav pro dopravní spojení s deltou Perlové řeky.
Celá prefektura má rozlohu 10 600 čtverečních kilometrů a v roce 2020 v ní žilo 4,3 milionu obyvatel, zejména kantonsky mluvících.

## Poloha
Prefektura leží na jihovýchodě oblasti Kuang-si, kde sousedí s městskými prefekturami Wu-čou na východě, Jü-lin na jihu, Nan-ning na západě a Laj-pin na severu.

## Administrativní členění
Městská prefektura Kuej-kang se člení na pět celků okresní úrovně, a sice tři městské obvody, jeden městský okres a jeden okres.
| městský obvod · Kang-pej městský obvod · Kang-nan městský obvod · Čchin-tchang městský okres · Kuej-pching okres · Pching-nan |        |                       |                    |                                  |
| Název | Název  | Počet obyvatel (2020) | Rozloha km² (2020) | Hustota zalidnění (obyv. na km²) |
| český přepis | znaky  | Počet obyvatel (2020) | Rozloha km² (2020) | Hustota zalidnění (obyv. na km²) |
| Městské obvody |        |                       |                    |                                  |
| Kang-pej | 港北区 | 760 633               | 1 097              | 694                              |
| Kang-nan | 港南区 | 516 598               | 1 099              | 470                              |
| Čchin-tchang | 覃塘区 | 423 747               | 1 350              | 314                              |
| Městský okres |        |                       |                    |                                  |
| Kuej-pching | 桂平市 | 1 511 011             | 4 071              | 371                              |
| Okres |        |                       |                    |                                  |
| Pching-nan | 平南县 | 1 104 273             | 2 984              | 370                              |
| |        |                       |                    |                                  |
| Celkem | Celkem | 4 316 262             | 10 600             | 407                              |